# Liga Mexicana del Pacífico 2006-07
La Temporada 2006-07 de la Liga Mexicana del Pacífico fue la 49.ª edición, llevó el nombre de COMEX y comenzó el 10 de octubre de 2006.
Durante esta campaña se lanzó el tercer juego perfecto en la historia de la LMP.
La temporada finalizó el 26 de enero de 2007, con la coronación de los Naranjeros de Hermosillo al vencer 4-0 en serie final a los Venados de Mazatlán.

## Sistema de competencia

### Temporada regular
La temporada regular consta de dos mitades lo cual abarca un total de 68 juegos a disputarse para cada uno de los ocho clubes que conforman a la Liga Mexicana del Pacífico. La primera mitad está integrada de 35 juegos para cada club y la segunda de 33 juegos para cada club. Al término de cada mitad, se asigna un puntaje que va de 3 a 8 puntos en forma ascendente, según la clasificación (standing) general de cada club. A continuación se muestra la distribución de dicho puntaje:
- Primera posición: 8 puntos
- Segunda: 7 puntos
- Tercera: 6 puntos
- Cuarta: 5 puntos
- Quinta: 4.5 puntos
- Sexta: 4 puntos
- Séptima: 3.5 puntos
- Octava: 3 puntos

### Postemporada
Tras el término de la segunda vuelta, los seis equipos con mayor puntaje sobre la base de las dos mitades de la temporada regular pasan a la etapa denominada postemporada (play-offs). En esta etapa, los equipos se enfrentan entre sí en una serie de siete juegos donde deben ganar cuatro para avanzar a las semifinales. Es importante señalar que los tres equipos que obtuvieron mayor puntaje en la temporada regular empiezan la serie con dos juegos en su estadio (esta etapa de juego es conocida como «repesca»), para continuar con tres partidos en el estadio contrario y finalmente concretar la serie de nuevo en su estadio. Estos últimos dos juegos no son necesarios si alguno de los equipos obtiene una ventaja clara en la serie sobre su rival.

### Semifinales
Para la etapa de semifinales, pasan los tres equipos con mejor posición en el standing de juegos ganados y perdidos más uno adicional que es denominado «mejor perdedor», el cual resulta de poseer la mayor cantidad de juegos ganados en la repesca, principalmente. De esta manera, el mejor perdedor se enfrenta como visitante al equipo mejor situado del standing en una serie, mientras que el segundo y el tercero hacen lo mismo a su vez. En el caso del mejor perdedor, no puede enfrentarse al equipo con el que disputó la primera fase de play-offs.

### Final
Se da entre los equipos que ganaron en la etapa de semifinales.

## Calendario
- Número de Juegos: 68 juegos

## Datos Sobresalientes
- Joakim Soria, lanzó un juego perfecto el 9 de diciembre de 2006, con Yaquis de Ciudad Obregón en contra de Naranjeros de Hermosillo, siendo el número 3 en la historia de la LMP.

## Equipos participantes
| Liga Mexicana del Pacífico 2006-07 |           |             |                           |                          |           |
| Equipo                             | Fundación | Mánager     | Ciudad                    | Estadio                  | Capacidad |
| Águilas de Mexicali                | 1948      | Por definir | Mexicali, Baja California | Nido de los Águilas      | 9,000     |
| Algodoneros de Guasave             | 1970      | Por definir | Guasave, Sinaloa          | Francisco Carranza Limón | 8,000     |
| Cañeros de Los Mochis              | 1947      | Por definir | Los Mochis, Sinaloa       | Emilio Ibarra Almada     | 6,000     |
| Mayos de Navojoa                   | 1950      | Por definir | Navojoa, Sonora           | Manuel Ciclón Echeverría | 8,000     |
| Naranjeros de Hermosillo           | 1944      | Por definir | Hermosillo, Sonora        | Héctor Espino            | 10,000    |
| Tomateros de Culiacán              | 1965      | Por definir | Culiacán, Sinaloa         | General Ángel Flores     | 10,000    |
| Venados de Mazatlán                | 1945      | Por definir | Mazatlán, Sinaloa         | Teodoro Mariscal         | 6,000     |
| Yaquis de Ciudad Obregón           | 1947      | Homar Rojas | Ciudad Obregón, Sonora    | Tomás Oroz Gaytán        | 10,000    |

## Standings

### Primera vuelta
| Equipos                  | JJ | JG | JP | JE | PCT  | JV   | PTS |
| ------------------------ | -- | -- | -- | -- | ---- | ---- | --- |
| Naranjeros de Hermosillo | 34 | 21 | 13 | -  | .618 | -    | 8   |
| Yaquis de Ciudad Obregón | 35 | 21 | 14 | -  | .600 | 0.5  | 7   |
| Venados de Mazatlán      | 34 | 20 | 14 | -  | .588 | 1.0  | 6   |
| Mayos de Navojoa         | 35 | 18 | 17 | -  | .514 | 3.5  | 5   |
| Cañeros de Los Mochis    | 35 | 16 | 19 | -  | .457 | 5.5  | 4.5 |
| Tomateros de Culiacán    | 34 | 15 | 18 | 1  | .455 | 5.5  | 4   |
| Águilas de Mexicali      | 34 | 15 | 19 | -  | .441 | 6.0  | 3.5 |
| Algodoneros de Guasave   | 35 | 11 | 23 | 1  | .324 | 10.0 | 3   |

### Segunda vuelta
| Equipos                  | JJ | JG | JP | JE | PCT  | JV  | PTS |
| ------------------------ | -- | -- | -- | -- | ---- | --- | --- |
| Naranjeros de Hermosillo | 33 | 20 | 13 | -  | .606 | -   | 8   |
| Venados de Mazatlán      | 32 | 18 | 13 | 1  | .581 | 1.0 | 7   |
| Yaquis de Ciudad Obregón | 33 | 18 | 15 | -  | .545 | 2.0 | 6   |
| Tomateros de Culiacán    | 33 | 17 | 15 | 1  | .531 | 2.5 | 5   |
| Algodoneros de Guasave   | 33 | 17 | 16 | -  | .515 | 3.0 | 4.5 |
| Cañeros de Los Mochis    | 33 | 14 | 19 | -  | .424 | 6.0 | 4   |
| Mayos de Navojoa         | 32 | 13 | 19 | -  | .406 | 6.5 | 3.5 |
| Águilas de Mexicali      | 33 | 13 | 20 | -  | .394 | 7.0 | 3   |

### General
| Equipos                  | JJ | JG | JP | JE | PCT  | JV   | PTS |
| ------------------------ | -- | -- | -- | -- | ---- | ---- | --- |
| Naranjeros de Hermosillo | 67 | 41 | 26 | -  | .612 | -    | 16  |
| Venados de Mazatlán      | 66 | 38 | 27 | 1  | .584 | 2.0  | 13  |
| Yaquis de Ciudad Obregón | 68 | 39 | 29 | -  | .573 | 425  | 13  |
| Tomateros de Culiacán    | 67 | 32 | 33 | 2  | .492 | 8.0  | 9   |
| Mayos de Navojoa         | 67 | 31 | 36 | -  | .463 | 10.0 | 8.5 |
| Cañeros de Los Mochis    | 68 | 30 | 38 | -  | .441 | 11.5 | 8.5 |
| Algodoneros de Guasave   | 68 | 28 | 39 | 1  | .412 | 13.0 | 7.5 |
| Águilas de Mexicali      | 67 | 28 | 39 | -  | .418 | 13.0 | 6.5 |

| Avanza a Play-offs |

## Play-offs
|  | Primer Play Off | Primer Play Off | Primer Play Off |            |          | Semifinales | Semifinales | Semifinales |  |          | Final    | Final | Final |  |
|  |                 |                 |                 |            |          |             |             |             |  |          |          |       |       |  |
|  |                 |                 |                 |            |          |             |             |             |  |          |          |       |       |  |
|  | Culiacán        | Culiacán        | 4               |            |          |             |             |             |  |          |          |       |       |  |
|  | Culiacán        | Culiacán        | 4               |            |          |             |             |             |  |          |          |       |       |  |
|  | Obregón         | Obregón         | 3               |            |          |             |             |             |  |          |          |       |       |  |
|  | Obregón         | Obregón         | 3               |            | Culiacán | Culiacán    | 3           |             |  |          |          |       |       |  |
|  |                 |                 |                 |            | Culiacán | Culiacán    | 3           |             |  |          |          |       |       |  |
|  |                 |                 | Mazatlán        | Mazatlán   | 4        |             |             |             |  |          |          |       |       |  |
|  | Navojoa         | Navojoa         | Mazatlán        | Mazatlán   | 4        | 1           |             |             |  |          |          |       |       |  |
|  | Navojoa         | Navojoa         |                 |            |          |             |             |             |  |          |          |       |       |  |
|  | Mazatlán        | Mazatlán        | 4               |            |          |             |             |             |  |          |          |       |       |  |
|  | Mazatlán        | Mazatlán        | 4               |            |          |             |             |             |  | Mazatlán | Mazatlán | 0     |       |  |
|  |                 |                 |                 |            |          |             |             |             |  | Mazatlán | Mazatlán | 0     |       |  |
|  |                 |                 | Hermosillo      | Hermosillo | 4        |             |             |             |  |          |          |       |       |  |
|  |                 |                 | Hermosillo      | Hermosillo | 4        |             |             |             |  |          |          |       |       |  |
|  |                 |                 |                 |            |          |             |             |             |  |          |          |       |       |  |
|  |                 |                 |                 |            |          |             |             |             |  |          |          |       |       |  |
|  |                 | Obregón         | Obregón         | 3          |          |             |             |             |  |          |          |       |       |  |
|  |                 |                 |                 | 3          |          |             |             |             |  |          |          |       |       |  |
|  |                 |                 | Hermosillo      | Hermosillo | 4        |             |             |             |  |          |          |       |       |  |
|  | Los Mochis      | Los Mochis      | Hermosillo      | Hermosillo | 4        | 1           |             |             |  |          |          |       |       |  |
|  | Los Mochis      | Los Mochis      |                 |            |          |             |             |             |  |          |          |       |       |  |
|  | Hermosillo      | Hermosillo      | 4               |            |          |             |             |             |  |          |          |       |       |  |
|  | Hermosillo      | Hermosillo      | 4               |            |          |             |             |             |  |          |          |       |       |  |
|  |                 |                 |                 |            |          |             |             |             |  |          |          |       |       |  |

### Primer Play Off
| Equipos                  | JJ | JG | JP | PCT  | JV  |
| ------------------------ | -- | -- | -- | ---- | --- |
| Naranjeros de Hermosillo | 5  | 4  | 1  | .800 | -   |
| Venados de Mazatlán      | 5  | 4  | 1  | .800 | -   |
| Tomateros de Culiacán    | 7  | 4  | 3  | .571 | -   |
| Yaquis de Ciudad Obregón | 7  | 3  | 4  | .429 | 1.0 |
| Mayos de Navojoa         | 5  | 1  | 4  | .200 | 3.0 |
| Cañeros de Los Mochis    | 5  | 1  | 4  | .200 | 3.0 |

| Avanza a semifinales |

| Avanza como comodín |

### Semifinales
| Equipos                  | JJ | JG | JP | PCT  | JV  |
| ------------------------ | -- | -- | -- | ---- | --- |
| Venados de Mazatlán      | 7  | 4  | 3  | .571 | -   |
| Naranjeros de Hermosillo | 7  | 4  | 3  | .571 | -   |
| Yaquis de Ciudad Obregón | 7  | 3  | 4  | .429 | 1.0 |
| Tomateros de Culiacán    | 7  | 3  | 4  | .429 | 1.0 |

| Avanza a la final |

### Final
| Equipos                  | JJ | JG | JP | PCT   | JV  |
| ------------------------ | -- | -- | -- | ----- | --- |
| Naranjeros de Hermosillo | 4  | 4  | 0  | 1.000 | -   |
| Venados de Mazatlán      | 4  | 0  | 4  | .000  | 4.0 |

| Campeón |

## Cuadro de honor
| Equipos                  | Posición   |
| ------------------------ | ---------- |
| Naranjeros de Hermosillo | Campeón    |
| Venados de Mazatlán      | Subcampeón |
| Yaquis de Ciudad Obregón | 3° Lugar   |
| Tomateros de Culiacán    | 4° Lugar   |
| Mayos de Navojoa         | 5° Lugar   |
| Cañeros de Los Mochis    | 6° Lugar   |
| Algodoneros de Guasave   | 7° Lugar   |
| Águilas de Mexicali      | 8° Lugar   |

## Designaciones
A continuación se muestran a los jugadores más valiosos de la temporada.
| Designación         | Ganador                | Equipo                   |
| ------------------- | ---------------------- | ------------------------ |
| Jugador Más Valioso | Erubiel Durazo         | Naranjeros de Hermosillo |
| Pitcher del Año     | Joakim Soria           | Yaquis de Ciudad Obregón |
| Novato del año      | Jesús Castillo         | Águilas de Mexicali      |
| Mánager del Año     | Homar Rojas            | Yaquis de Ciudad Obregón |
| Mánager Campeón     | Lorenzo Bundy          | Naranjeros de Hermosillo |
| Campeón de Bateo    | Ramón Orantes          | Cañeros de Los Mochis    |
| Campeón de Pitcheo  | Oscar Rivera           | Mayos de Navojoa         |
| Gerente del año     | Juan Aguirre Contreras | Naranjeros de Hermosillo |